# قلادة بدر الكبرى
قلادة بدر الكبرى هي من أرفع الأوسمة السعودية درجة في التكريم، ولا تُمنح إلا تكريماً للملوك ورؤساء الدول وقادة الأمة الإسلامية.

## الوصف
عبارة عن سلسلة من الذهب عيار 14، حلقاتها على شكل مستطيلات تمثل الشعار السعودي «السيفان والنخلة»، ومعلّق بها رصيعة من الذهب والميناء الخضراء في وسطها دائرة من الميناء البيضاء في منتصفها ميناء خضراء مكتوب فيها عبارة بدر الكبرى بخط ذهبي، وفي دائرة الميناء البيضاء المحيطة بها: لا إله إلا الله محمد رسول الله.  
طول السلسلة 108 سم مكوّنة من 19 حلقة مستطيلة، وقُطر الرصيعة مع زخارفها 12 سم، وتُعلّق الرصيعة في السلسلة بقطعة من الذهب بشكل الشعار السعودي، ثم العقال والهلال وحلقة صغيرة تربط الرصيعة بالهلال.

## التاريخ
صدر مرسوم ملكي ينظم الأوسمة السعودية في 6 جمادى الآخرة 1389 هـ الموافق 21 أغسطس 1969، متضمناً 12 مادة بينت مستحقيه ودرجاته.

## مستحقي قلادة بدر الكبرى
رؤساء الدول والملوك، وكذلك ملك السعودية تبعًا لمبايعته والمناداة به ملكًا.

## الحاصلين عليها
أشهر من حصل عليها:
| الرئيس                | الدولة    | في عهد                                                    |
| --------------------- | --------- | --------------------------------------------------------- |
| معمر القذافي          | ليبيا     | عبدالله بن عبدالعزيز (حين كان وليًا للعهد)                 |
| توانكو سيد سراج الدين | ماليزيا   | عبدالله بن عبدالعزيز (حين كان وليًا للعهد قبل توليه الحكم) |
| نور سلطان نزار باييف  | كازاخستان | عبدالله بن عبدالعزيز (حين كان وليًا للعهد قبل توليه الحكم) |